# Drusiani (calciatore)
 Drusiani (fl. XX secolo) è stato un calciatore italiano, di ruolo centrocampista.

## Carriera
Con la Virtus Bologna disputa 5 gare nel campionato di Prima Divisione 1922-1923.